# Geschützter Landschaftsbestandteil Waldsaum östlich Ebershagen
Der Geschützte Landschaftsbestandteil Buchen-Waldrand Ebershagen mit 0,86 ha Flächengröße liegt nordwestlich von Altastenberg im Stadtgebiet von Winterberg in Nordrhein-Westfalen. Das Gebiet wurde 2008 bei der Aufstellung vom Landschaftsplan Winterberg durch den Kreistag des Hochsauerlandkreises als Geschützter Landschaftsbestandteil (LB) ausgewiesen. Die östliche Teilfläche vom Geschützten Landschaftsbestandteil 2 Hudebuchengruppen beim Ebershagen grenzt direkt an dieses LB.

## Gebietsbeschreibung
Es handelt sich um eine alte Viehtrift entlang eines Wirtschaftsweges. Im LB befindet sich ein Vegetationsmosaik aus Weidengebüsch, Zwergstrauchheide, Borstgrasrasen und Magerbrache. Kleinflächig sind auch Tümpel ausgebildet. Die Fläche ist weitgehend ein gesetzlich geschütztes Biotop nach § 30 BNatSchG.

## Gebot
Es wurden im Landschaftsplan das Gebot festgesetzt:
- „Die Geschützten Landschaftsbestandteile sind durch geeignete Pflegemaßnahmen zu erhalten, solange der dafür erforderliche Aufwand in Abwägung mit ihrer jeweiligen Bedeutung für Natur und Landschaft gerechtfertigt ist. Solche Maßnahmen bestehen insbesondere in der fachgerechten Behandlung von Schäden und Wunden, Totholzausastung, Beseitigung von Wurzelbrut und (vorbeugenden) statischen Verbesserungen an Bäumen; bei den Feldgehölzen sind derartige Maßnahmen in der Regel nicht notwendig, sie sollen dann der natürlichen Entwicklung überlassen bleiben.“[1]